# Miconia alloeotricha
Miconia alloeotricha là một loài thực vật có hoa trong họ Mua. Loài này được (Urb.) Judd, Penneys & Skean mô tả khoa học đầu tiên năm 2004.